# Suzanne Malherbe
Suzanne Malherbe (* 19. Juli 1892 in Nantes; † 19. Februar 1972 in Jersey), auch unter dem Namen Marcel Moore bekannt, war eine französische surrealistische Künstlerin. Sie war Malerin, Collagistin und Graveurin. Ihre Liebes- und Arbeitsbeziehung zu Lucy Schwob, ebenfalls unter dem Kunstnamen Claude Cahun bekannt, hat dazu beigetragen, sie der Vergessenheit zu entreißen. Sie hat zum Beispiel deren schriftliche Werke illustriert und an Cahuns inszenierten Fotos teilgenommen. Nicht nur als Muse ist sie also mit dem Surrealismus zu verbinden.
2019 wurde das Buch Never Anyone But You von Rupert Thomson veröffentlicht, das sich mit der Geschichte des Paars auseinandersetzt. Die Erzählung erfolgt aus dem Standpunkt von Malherbe, was die Wichtigkeit Cahuns betont und erlaubt, eine persönliche, intime Sicht von ihrer Kunst zu erhalten. Gleichzeitig erfahren wir, wie eng Cahuns Welt und Werk mit Moores Welt und Werk verbunden sind.

## Biografie

### Kindheit und Beziehung mit Claude Cahun
Suzannes Vater war Arzt und Leiter der Medizinschule in Nantes sowie stellvertretender Bürgermeister der Stadt. Suzanne und Lucy lernten sich durch die Freundschaft ihrer beiden Väter früh kennen, aber sie fingen ihre Liebesbeziehung erst nach Lucys Aufenthalt in England von 1907 bis 1908 an. Auf einer mit Sie lieben sich betitelten Zeichnung von 1910 erkennt man die doppelte Signatur LSM (Lucy Schwob/Suzanne Malherbe), die sozusagen den Anfang ihrer Zusammenarbeit widerspiegelt, sowie die Ankündigung ihrer Liebe. Suzanne genoss eine gute Ausbildung in Nantes und sprach Deutsch und Englisch fließend. Auch konnte sie gut zeichnen.
1913 wurde bei Lucy eine Krankheit diagnostiziert, die jetzt unter „magersüchtig“ verstanden wird. Ihr Vater bat Suzanne, sich um Lucy zu kümmern. Während dieser Zeit (als Suzanne an den Beaux Arts in Nantes studierte) veröffentlichten sie in der Zeitschrift Le Phare de la Loire, die Lucys Vater besaß; Lucy schrieb in der Mode-Rubrik und Suzanne illustrierte sie. Ihre Figuren sind androgyn, symbolistisch und bestehen aus flüssigen Linien.
Ab 1917 wohnten sie zusammen bei Lucys Vater, da Suzannes verwitwete Mutter ihn geheiratet hatte.
1919 schloss Suzanne ihre Studien in Nantes ab. Lucy und sie erfanden auch ihre Namen neu: Claude für Lucy, damit es männlicher klingt, und Marcel für Suzanne.

### Zusammenarbeit und Verbindung zu Surrealismus
1920, nachdem Lucy ihre Studien an der Sorbonne begonnen hatte, zog Suzanne ebenfalls nach Paris. 1922 wohnten sie in Montparnasse zusammen. Suzanne war Illustratorin und Bühnenbildnerin. Sie übernahm die Illustrationen für den Gedichtband Das Kind mit der Muschel.
In Paris entwickelte sich Claudes Karriere hervorragend, unterstützt von Marcel: Sie illustrierte ihre Werke (Vues et visions, 1919), dann das von Breton bewunderte Aveux non avenus, 1930, für das sie nach Cahuns Fotos Collagen erstellte. Cahun widmete Vues et visions Moore, damit Claudes “kindliche Prosa” sowie das gesamte Buch Moore gehörte. Sie hoffte auch, dass durch Moores Zeichnungen die Ungewöhnlichkeit und das Provokationspotenzial ihres Textes verziehen werden konnte. Die zahlreichen Fotos, die als Cahuns Selbstporträts gelten, wurden oft von Moore aufgenommen. Diese Arbeitsteilung erinnert an Cindy Sherman und Nan Golding, mit denen Cahun und Moore oft verglichen werden.
Die beiden Künstlerinnen gründeten auch ihren eigenen kulturellen, gesellschaftlichen sowie "sexuellen" Salon, der zum Schauplatz ihrer Experimente wurde.
In dieser Zeit verknüpfte sich das Paar mit den Surrealisten, indem Cahun 1932 ein Mitglied der Association des Écrivains et Artistes Révolutionnaires (Vereinigung revolutionärer Künstler und Schriftsteller) wurde. Ihre Werke wurden unter anderem 1936 während der surrealistischen Ausstellungen in Paris und London ausgestellt. Sie verkehrten mit Künstlern wie André Breton, Man Ray und Desnos; Breton bat Claude um Werke.
1924 entstand in Frankreich die erste Zeitschrift, die sich mit homosexuellen Themen beschäftigte, Inversions. Moore trug zu ihrer Gründung bei.

### Politischer Widerstand und Tod
1937 zieht Suzanne mit Claude nach Jersey, um vor den Nazis zu flüchten. 1940 besetzten deutsche Soldaten die Insel. Suzanne und Claude verfassten und verteilten Propagandablätter gegen den Nationalsozialismus an die deutschen Soldaten, meistens während deutscher Beerdigungen, da ihr Haus neben dem Friedhof war. Sie erfanden den namenlosen Soldaten, der sich unglücklich fühlte und unzutreffende Kriegsnachrichten sowie kritische Botschaften verteilte ("der Krieg ist fertig"/ "niemand stirbt für uns"). 1944 wurden sie als Verantwortliche für die Flugblätter verhaftet und zum Tode verurteilt. Während ihrer Inhaftierung wurden ihre Werke geplündert. Sie versuchten zweimal, sich zu töten, scheiterten aber. Sie wurden 1945 befreit.
Von der Haft entkräftet, starb Claude 1954. Marcel beging 1972 Selbstmord, nachdem sie ihr gemeinsames Haus in Jersey verlassen hatte.